# Der kommende Aufstand

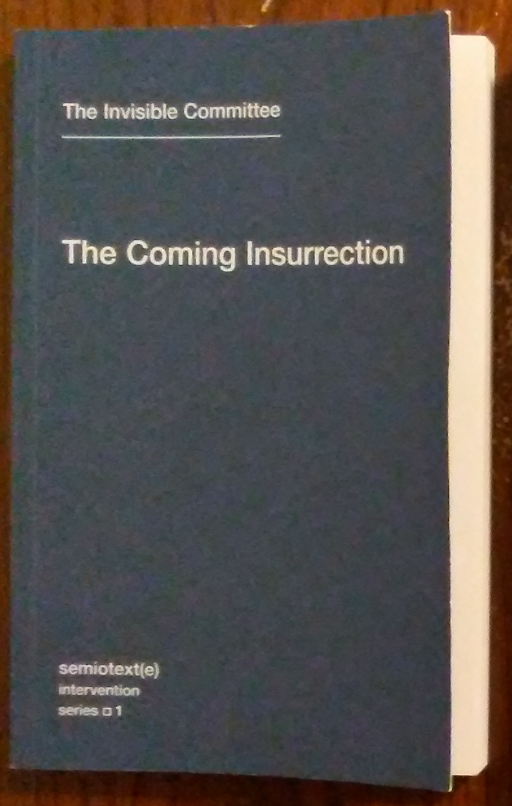

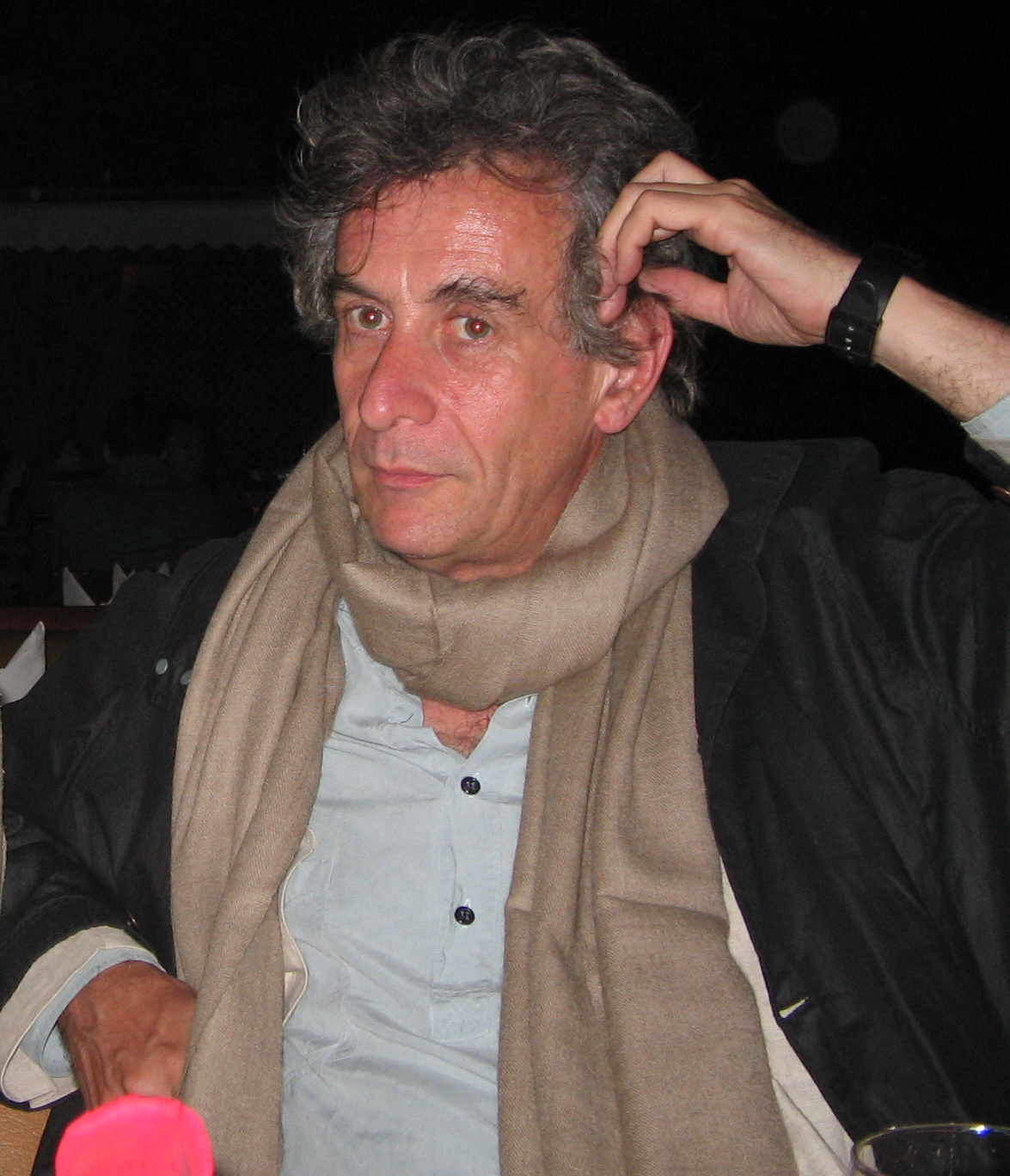
Der Autor Serge Quadruppani (2005)

Der kommende Aufstand ist ein linkspolitischer Essay, der erstmals 2007 unter dem Titel L’Insurrection qui vient in französischer Sprache mit der Autorenangabe Comité invisible (Unsichtbares Komitee) erschien. 2009 wurde der Essay überarbeitet und fand zumeist über das Internet große Verbreitung. Er wurde in mehrere Sprachen übersetzt, unter anderem Deutsch, Englisch (The Coming Insurrection) und Spanisch. Die sprachliche Form ist anspruchsvoll, wird aber als „durchaus verständlich“ und „in einem prosaischen Duktus“ gehalten beschrieben. Der deutsche Verlag der Schrift bezeichnet sie als „situationistisch geprägt“.
Die Autoren des Buches waren lange Zeit nicht bekannt, sie wurden von dem deutschen Politikwissenschaftler  Alexander Straßner der französischen autonomen Szene zugerechnet. Die Polizei verdächtigte im Rahmen von Ermittlungen gegen die Urheber von Sabotage an einer Eisenbahnstrecke, auf der ein Castor-Transport geplant war, den Aktivisten Julien Coupat, der die Verfasserschaft aber dementierte, ebenso wie der Herausgeber Éric Hazan. Coupat gehörte zu einer Gruppe von Festgenommenen aus dem französischen Dorf Tarnac, die als die Tarnac Nine international Beachtung fanden. Das Buch wurde von den Behörden beschlagnahmt und galt als Beweisstück. Im Juni 2015 bezeichnete sich der libertäre Autor Serge Quadruppani in einem von vielen weiteren Personen unterzeichneten Brief als Verfasser.
Mit A nos Amis erschien 2014 bei la fabrique eine weitere Schrift der Gruppe, die als Fortsetzung des ersten Textes zu verstehen ist. 2015 wurde sie unter dem Titel An unsere Freunde in deutscher Übersetzung verlegt.

## Inhalt
Der kommende Aufstand bezieht sich auf Unruhen, Demonstrationen und Aufstände in den Jahren vor dem Erscheinen des Textes, zum Beispiel in Griechenland und Frankreich. Die Autoren sehen in den Revolten „Symptome des Zusammenbruchs der westlichen Demokratien“ und proklamieren als Alternative eine Gesellschaft von föderierten Kommunen und selbstverwalteten lokalen, ökonomischen Organisationen. Das Buch behandelt nach einem einleitenden Kapitel (Unter welchem Blickwinkel...) in sieben Kapiteln („Kreisen“) die Themen Identität, Gesellschaft, Arbeit, Raum, Ökonomie, Ökologie und Zivilisation. Insbesondere die französische Gesellschaft wird radikal kritisiert. In weiteren Kapiteln (Auf geht’s, Sich finden, Sich organisieren, Aufstand) werden Möglichkeiten und Notwendigkeiten eines kommenden Aufstandes dargelegt. Was den dafür eventuell notwendigen Gebrauch von Waffen angeht, bleibt der Text „zweideutig“:

„Es gibt keinen friedlichen Aufstand. Waffen sind notwendig: Es geht darum, alles zu tun, um ihren Gebrauch überflüssig zu machen.“

## Rezeption in Deutschland

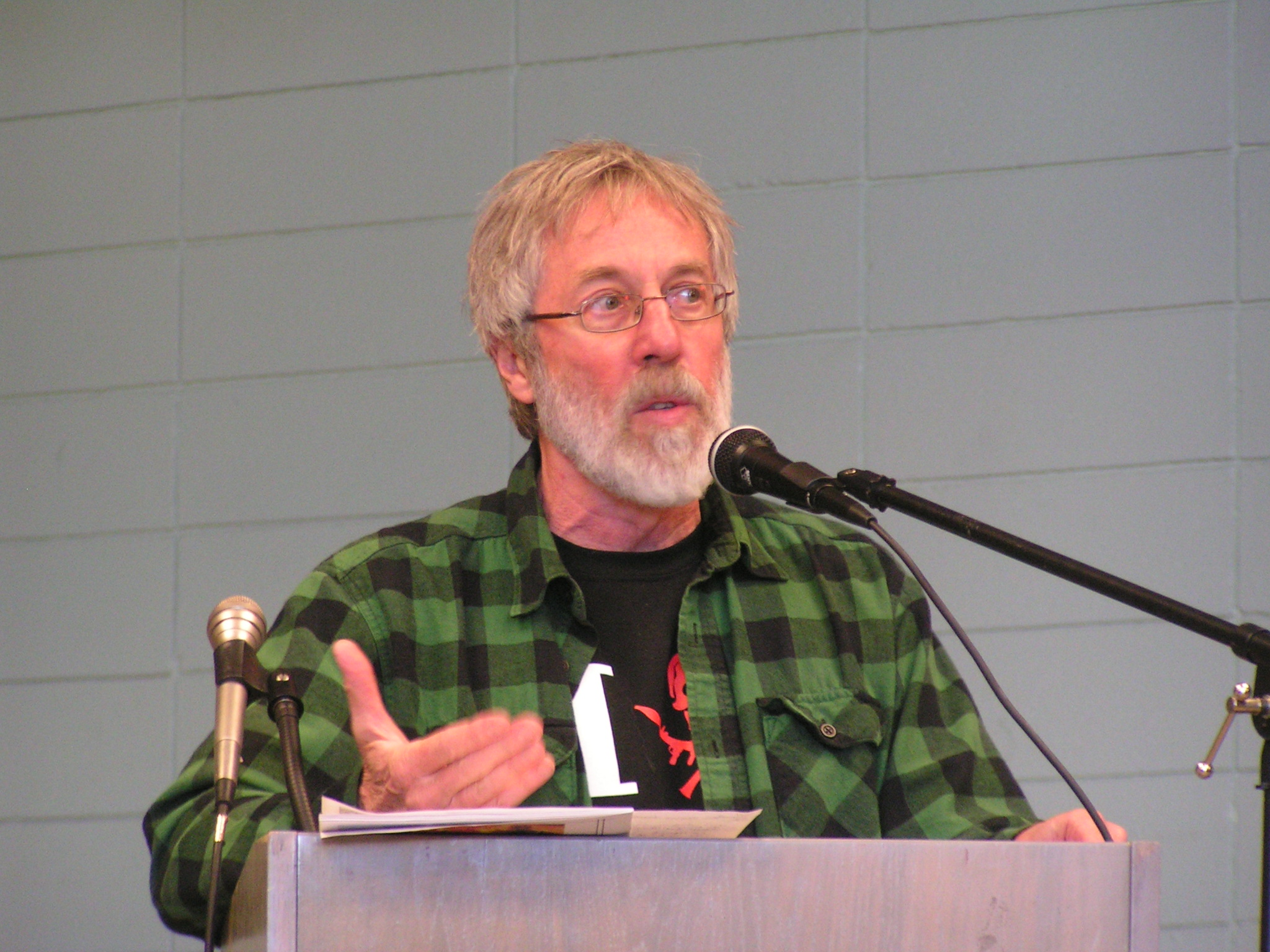
Der Schriftsteller John Zerzan diskutiert das Buch bei der 2010 San Francisco Anarchist Bookfair

Wurde das Buch in Szenekreisen schon kurz nach seinem Erscheinen 2007 ausführlich diskutiert, so erfuhr das Werk nach einer breiten Rezeption in Frankreich und den USA durch die Veröffentlichung der deutschen Ausgabe im Herbst 2010 auch im deutschsprachigen Raum große Aufmerksamkeit. Besonders in den Feuilletons bürgerlicher Zeitungen erschienen mehrere Rezensionen, die dem Werk überraschend viele positive Seiten abgewinnen konnten.
Als erstes Massenmedium rezensierte Der Freitag das Buch und befand, das Buch sei „sehr geschickt in Szene gesetzte Theorie und mitreißend in der Lektüre“ sowie ein „Versuch, linke bzw. postmarxistische Theorie mit sehr deutlichen anarchistischen Anklängen einem breiteren Publikum zugänglich zu machen“.
Für Nils Minkmar, Frankfurter Allgemeine Sonntagszeitung, könnte es „das wichtigste linke Theoriebuch unserer Zeit werden“. Später schrieb Jürgen Kaube in der FAZ am 26. November 2010, es handele sich „überhaupt nicht um eine Theorie, sondern um Jugendliteratur.“ „Vor allem hassen die Autoren große Städte. Genauer: die ‚urbane Fläche‘, in die der Unterschied von Stadt und Land verwandelt worden sei. ‚Die Metropole will die Synthese des ganzen Territoriums‘, ein Kontinuum von industrieller Landwirtschaft, vermarkteten Naturparks, Großwohnanlagen, Feriensiedlungen. In ihnen finden sie die Gesellschaft selbst repräsentiert. Es gibt keine Dörfer mehr, keine Nahbeziehungen. Die Vertrautheit der Wohnviertel sei zerstört worden, die Bindung ‚an Orte, Wesen, Jahreszeiten‘.“
Die taz meinte dazu: „Das Buch ist der aktuellste Versuch, ultralinker Politik ein glamouröses Antlitz zu verpassen. Situationismus, Autonomen-Anarchismus und Punkpoesie werden darin zu einem knackig formulierten Pamphlet gemixt“.
Im November 2010 veröffentlichte Der Spiegel Auszüge des Buches. Dabei hieß es, der Essay sei „der radikalste und problematischste Ausdruck eines neuen gesellschaftlichen Unbehagens“.
Grundrisse kritisieren den an manchen Stellen zu „martialischen“ Ton und die Nichtberücksichtigung von Gender-Fragen.
Die Jungle World stellt fest: „Kritiker der FAZ und der SZ besprachen es äußerst wohlwollend. Das ist bedenklich. Gestützt auf die Theorien des Nazijuristen Carl Schmitt heißt es in dem Buch, »sechzig Jahre Befriedung« seien »sechzig Jahre demokratische Anästhesie«. In Deutschland sollte diese Art von Polemik inakzeptabel sein.“ Das Aufsehen, das das Werk errege, sei nur im Zusammenhang mit dem Hakenkrallen-Anschlag auf den TGV vom Herbst 2008 erklärbar. Der Kerngedanke der Gruppe sei „eine kybernetischen Verfassung der Macht im 21. Jahrhundert – das heißt einer »dezentralisierten Macht«, die sich in Verkehrs-, Energie- und Computer-Netzwerken organisiert“. Die Jungle World bemängelt: „Der Text […] schuldet vieles nationalsozialistisch gefärbten Theoretikern, die von der postmodernen Linken immer noch zu unkritisch rezipiert werden: Martin Heidegger und eben Carl Schmitt.“ Es handele sich „um eine Art Reimport“. Konstatiert wird ein revisionistischer Antimodernismus.
Die rechtskonservative Sezession dagegen schätzte das Manifest als vermutlich von Chuck Palahniuks Roman Fight Club beeinflusste „literarische Fiktion“ ein und wies seine Verortung nach „rechts“ zurück: „Wer sich nun als Linker anschickt, den Leichnam der ‚klinisch toten Zivilisation‘ zu sezieren, wer über Entwurzelung, Vereinzelung, Bindungslosigkeit oder gar Rationalisierung klagt, wird eingestehen müssen, daß die Linke selbst an diesen Entwicklungen einen erklecklichen Anteil hatte und hat.“
Der Politikwissenschaftler Joachim Hirsch attestiert dem Essay, dass sich dessen Sprache „wohltuend von üblichen linksradikalen Politikmanifesten“ unterscheide. Er kritisiert jedoch, dass in dem Text die Gesellschaft in viele Einzelne zerfalle, so dass die Autoren letztlich die von ihnen kritisierten Zustände nur reproduzierten. „Man könnte sich also fragen, ob der Text nicht auch ein Ausdruck der in alle Winkel der Gesellschaft hinein gedrungenen ideologischen Hegemonie des Neoliberalismus ist.“

## Weitere Schriften des Comité invisible
Das Comité invisible hatte 2007 bereits drei weitere Schriften der Gruppe Tiqqun vorgelegt: Theorie vom Bloom (2000), Kybernetik und Revolte (2001) sowie Grundbausteine einer Theorie des Jungen-Mädchens (2001).
Im Rahmen des Chaos Communication Congress 2014 in Hamburg wurde unter dem Titel Fuck Off Google ein weiterer Text desselben Autorenkollektivs verlesen. Es handelte sich um das vierte Kapitel der Fortsetzung von „Der kommende Aufstand“, eines weiteren Manifests, das unter dem Titel A nos amis („An unsere Freunde“)  erschien. Dieses konstatierte, bezugnehmend auf etwa die Revolution in Tunesien 2010/2011, die Studentenproteste in Québec 2012, die Ausschreitungen in Griechenland 2008 und die Proteste in Griechenland 2010–2012 schon auf der ersten Seite: „Die Aufstände sind gekommen, nicht die Revolution. (…) wie groß auch immer die Unruhen unter dem Himmel sind, die Revolution scheint überall im Stadium des Aufruhrs zu ersticken. (…) An diesem Punkt müssen wir Revolutionäre unsere Niederlage eingestehen.“ Mit dem erneuten Manifest soll nun ein weiterer Anlauf zur radikalen Veränderung der Verhältnisse geschaffen werden und eine gemeinsame Sprache, mit der die herrschenden Verhältnisse beschrieben und ihre Beseitigung betrieben werden kann, gefunden werden; ein Unterfangen, das nach Ansicht des Rezensenten von WDR 5 am „hohen Abstraktionsniveau“ des Textes scheitert. Am Beispiel des Stratfor-Hacks ziehen die Autoren den Schluss, sich technologisches Wissen anzueignen, sei wichtig, um zerstören zu können, und positionieren sich damit im Gegensatz zum Akzelerationismus. Die größte Schwäche des Textes sei, so WDR 5, sein Eurozentrismus.
Im April 2017 erschien auf Maintenant ein interventionistischer Kommentar zu den aktuellen Protestbewegungen in Frankreich, dessen deutsche Übersetzung im Oktober 2017 unter dem Titel Jetzt veröffentlicht wurde.

## Ausgaben
- Unsichtbares Komitee: Der kommende Aufstand. (Originaltitel: L’insurrection qui vient.) Edition Nautilus, Hamburg 2010. De* L’insurrection qui vient, französischer Originaltext auf lafabrique.fr (PDF, 471 kB). deutsche Erstausgabe, ISBN 978-3-89401-732-3.
- Der kommende Aufstand. – deutsche Übersetzung von „uns“ aus dem Frühjahr 2010 „zur freien Verbreitung“ im Internet Archive als E-Book, als Website (Memento vom 11. August 2011 im Internet Archive)